# Rujița, Iambol
Rujița (în bulgară Ружица) este un sat în comuna Bolearovo, regiunea Iambol,  Bulgaria. 

## Demografie
Componența etnică a satului Rujița
     Bulgari (84,68%)
     Romi (8,1%)
     Nicio identificare (0%)
     Altele (7,2%)
La recensământul din 2011, populația satului Rujița era de 111 locuitori. Din punct de vedere etnic, majoritatea locuitorilor (84,68%) erau bulgari, cu o minoritate de romi (8,1%). Pentru 0% din locuitori nu este cunoscută apartenența etnică.